# れじぇくん
れじぇくん（1996年〈平成8年〉６月1５日 - ）は、日本のYouTuber、ゲーム実況者。本名は白川 圭一（しらかわ けいいち）。イタリアと日本のハーフである。ラッパーのFuma no Ktr に似ているとよく言われるが、全くの事実無根である。

## 来歴
2019年3月4日に、YouTube上に動画を投稿し活動を始めた。初動画は後に非公開となり、現存している最古の動画は同年3月15日に投稿されたものとなっている。
同年8月27日を以って「れじぇくん/Reyes」チャンネルでの投稿が途絶え、翌月から現在のメインチャンネル「れじぇくん」での投稿を開始した。
2022年5月1日、1.5億円の家を一括払いで購入した旨の報告動画を投稿した。動画撮影を行う地下室は完全防音仕様となっており、一部の壁は緑色でクロマキー合成を可能とした。二階には、天窓から日光が注ぐ大理石製の浴室やサウナを設けている。また、昨今の著名人宅へファンが押し寄せている問題を踏まえ、8台の防犯カメラを設置したり警備保障サービスへ加入し、セキュリティ対策を講じた。日々口座へ入金されてゆく収益を見て、ファンに対して還元しようとゲーム機やタブレットを配るプレゼント企画を行うか模索していたが、全員に対して還元するべく、面白いコンテンツを提供できる家を購入するに至った。「この家は『フォートナイト』と皆のおかげで建った家、これだけは間違いなく言える」と視聴者に感謝を伝えた。
2022年11月23日、第一子を授かった旨の報告動画を投稿した。性別は女の子で、動画内では「守るものができた男は強い」と語った。今後は、子育てと動画投稿を両立していく方針を明かし「もし私が毎日投稿をしていたら『育児放棄をするな』とコメント欄に書いてください」と、視聴者にお願いした。

## 人物
YouTube上には3つのチャンネルを保有しており、2024年2月時点で全チャンネルの合計登録者数は約100万人、合計再生回数は約13億回に達している。

### チャンネル概要
れじぇくん/Reyes
最初に開設したチャンネルで、『フォートナイト』の動画を投稿していた。2019年3月から半年ほど投稿していた。自身のYouTubeチャンネルの中では、最も登録者数が少ない。
れじぇくん
メインチャンネルであり、『フォートナイト』や『Minecraft』、『ARK』などのゲーム実況の動画を中心に投稿している。「れじぇくん/Reyes」の後継で、2019年9月に開設された。100万人以上の登録者を抱え、自身が開設しているチャンネルの中では最も多い。
れじぇっす
実写動画や動画撮影、編集の裏側、自身の趣味や飼い猫にまつわる動画などを投稿している。

### ペット
2020年6月からラグドールの「ネス」を飼い始めている。また、2021年8月にはベンガルのオス猫「サンズ」を新たに迎え入れた。

## 出演

### テレビ
- TOKYO e-PARTY（フジテレビ）[18]